# پیکنوم

توزیع تقریبی زبان‌ها در عصر آهن ایتالیا

پیکنوم (انگلیسی: Picenum) یک منطقه از ایتالیای رومی بود. این نام توسط رومی‌ها اختصاص داده شد، که آن را فتح کردند و در جمهوری روم ادغام کردند. پیکنوم در سازمان سرزمینی آگوستوس، ایتالیای رومی Regio V شد. اکنون در مارکه و بخش شمالی ابروتزو قرار دارد.